# شهرستان کالی
شهرستان کالی (به لاتین: Kali) یک منطقهٔ مسکونی در کرواسی است که در شهرستان زادار واقع شده‌است.